# Primark
Primark — ірландський ритейлер швидкої моди з головним офісом у Дубліні, Ірландія, і дочірня компанія британської харчової та роздрібної компанії ABF. Компанія отримала назву Penneys в Ірландській Республіці, де вона була заснована. Бренд Penneys не використовується за межами Ірландії, оскільки він належить американському ритейлеру J. C. Penney. Компанія працює в Європі та США.

## Історія
Перший магазин, який все ще працює, був заснований Артуром Райаном. У червні 1969 року в Дубліні, на вулиці Мері-стріт 47.
Успіх в Республіці Ірландія призвів до експансії в Північну Ірландію, і в 1971 році відкрився великий магазин у центрі міста Белфаст. Компанія згодом розширилася за межами Ірландії завдяки магазину Primark в Дербі, Англія, в 1973 році. Компанія не могла використовувати назву "Penneys" в Європі, за межами Ірландії, оскільки вона була зареєстрована Дж. С. Пенні. Тоді було винайдено назву "Primark"  для використання за межами Ірландії. 
Primark переїхав у свою нинішню штаб-квартиру у 2015 році в перепланованій будівлі Дубліна, будинку Артура Райана, колишньому Капличному будинку. 

## Продукція
Primark пропонує широкий асортимент товарів, включаючи дитячий  одяг, жіночий, чоловічий одяг, предмети для дому, аксесуари, взуття, косметичні товари та кондитерські вироби. Мережа продає одяг за цінами, нижчими за зазвичай.
З 2014 року Primark почала продавати косметику. Primark почав продавати веганські закуски з січня 2018 року. Лора О'Салліван, співзасновниця Primark, висловила свою підтримку нових закусок.
Поряд із такими роздрібними продавцями, як Zara та H&M, Primark вносить свій внесок у сучасну тенденцію швидкої моди. Згідно зі статтею про Primark в The Economist, «Для багатьох покупців Primark пропонує непереборну пропозицію: модний одяг за вражаюче низькими цінами. Результатом є новий і ще швидший вид швидкої моди, який спонукає споживачів купувати купу товарів, відкиньте їх після кількох носінь, а потім поверніться за новою партією одягу».
У 2020 році Primark випустив свою колекцію Wellness, яка включає 80 екологічно чистих продуктів. Вся продукція виготовлена з органічних, екологічно чистих або перероблених матеріалів. Це частина зобов’язань роздрібного продавця бути більш відповідальним за свій слід.

## Магазини
Primark володіє понад 380 магазинами в 13 країнах. 
Компанія швидко розросталася у Великій Британії в середині 2000-х. У 2005 році придбала роздрібні магазини Littlewoods за 409 млн. фунтів стерлінгів, утримавши 40 зі 119 магазинів, а решту продала.
У травні 2006 року в Мадриді, Іспанія, відкрився перший магазин Primark у материковій Європі. У грудні 2008 року Primark відкрився в Нідерландах, за ним слідували Португалія, Німеччина та Бельгія у 2009 р. Primark відкрив свій перший магазин в Австрії 27 вересня 2012 року в Інсбруку. Компанія поширила свою діяльність на Францію у 2013 році, в Марселі. Перший італійський магазин відкрився у 2014 році.
У 2015 році Primark відкрив свій перший магазин в Сполучених Штатах в Бостоні, пізніше у Нью-Йорку, Філадельфії та Данбері.
Після 10 років побудови близько 40 магазинів мережі в Іспанії, Primark відкрив ще один магазин у Мадриді в жовтні 2015 року, другий за величиною в мережі. У липні 2018 року було виявлено, що Primark має намір вийти на польський ринок. Найбільший магазин Primark відкрився в Бірмінгемі, 11 квітня 2019 року.  13 червня 2019 року Primark відкрився в Словенії з магазином у Любляні. Компанія підписала договір оренди та оголосила про плани відкриття своїх перших магазинів у Варшаві, Польща, Празі та Брно, Чехія та Братиславі, Словаччина. У Варшаві, перший магазин мережі, відкрився 20 серпня 2020 року, також планується відкриття магазину у Познані.  Відкриття магазину відклали на 2021 рік, а в Братиславі до 2022.
У липні 2019 року Primark оголосив про розширення ринку США до Чикаго. Магазин планується відкрити у 2020 році й він стане першим магазином, компанії на Середньому Заході США.
23 березня 2020 року компанія оголосила, що закриє свої 189 британських магазинів, оскільки попит знизився внаслідок соціального дистанціювання під час спалаху COVID-19. 153 магазини мережі в Англії були знову відкриті 15 червня 2020 р. В результаті закриття компанія повідомила про збитки у розмірі 430 млн фунтів стерлінгів. 
У грудні 2020 року Primark заявила, що втратить додаткові 220 мільйонів фунтів стерлінгів, оскільки більша кількість магазинів змушена закритися за новими обмеженнями, щоб контролювати поширення COVID-19 у Великій Британії.
Офіційних намірів про вихід мережі в Україну не було.
| Країна          | Рік відкриття | К-сть магазинів |
| --------------- | ------------- | --------------- |
| Австрія         | 2012          | 5               |
| Бельгія         | 2009          | 8               |
| Чехія           | 2021          | 1               |
| Франція         | 2013          | 19              |
| Німеччина       | 2009          | 32              |
| Ірландія        | 1969          | 36              |
| Італія          | 2016          | 7               |
| Нідерланди      | 2008          | 20              |
| Польща          | 2020          | 1               |
| Португалія      | 2009          | 10              |
| Словенія        | 2019          | 1               |
| Словаччина      | 2022          | 0               |
| Іспанія         | 2006          | 50              |
| Велика Британія | 1973          | 191             |
| США             | 2015          | 12              |
| У загальному    | N/A           | 392             |